# Duke (mascote)

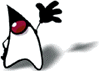
Duke, mascote do Java.

Duke é a mascote da linguagem de programação Java . Criado por Joe Palrang na época do desenvolvimento do Star Seven. (também chamado de *7).